# Brodowe
Brodowe (prononciation [brɔˈdɔvɛ]) est un village de la gmina de Ładzice, du powiat de Radomsko, dans la voïvodie de Łódź, situé dans le centre de la Pologne.
Il se situe à environ 4 kilomètres (km) au sud de Ładzice (siège de la gmina), 7 kilomètres (km) à l'ouest de Radomsko (siège du powiat) et 82 kilomètres au sud de la capitale régionale Łódź (capitale de la voïvodie).
Sa population s'élevait approximativement à 60 habitants en 2006.

## Administration
De 1975 à 1998, le village était attaché administrativement à l'ancienne voïvodie de Piotrków.

Depuis 1999, il fait partie de la nouvelle voïvodie de Łódź.